# Jalovec (Prievidza)
Jalovec (ungarisch Parlag – bis 1907 Jalovec) ist eine Gemeinde in der West-Mitte der Slowakei mit 591 Einwohnern (Stand 31. Dezember 2024), die zum Okres Prievidza, einem Teil des Trenčiansky kraj, gehört.

## Geographie
Die Gemeinde befindet sich im nordöstlichen Teil des Talkessels Hornonitrianska kotlina am Fuße des Žiargebirges, im Tal der Handlovka im Flusssystem der Nitra. Das Ortszentrum liegt auf einer Höhe von 351 m n.m. und ist sechs Kilometer von Handlová sowie 11 Kilometer von Prievidza entfernt.
Nachbargemeinden sind Sklené im Norden und Nordosten, Ráztočno im Osten, Handlová (Stadtteil Morovno) im Süden und Chrenovec-Brusno im Westen.

## Geschichte

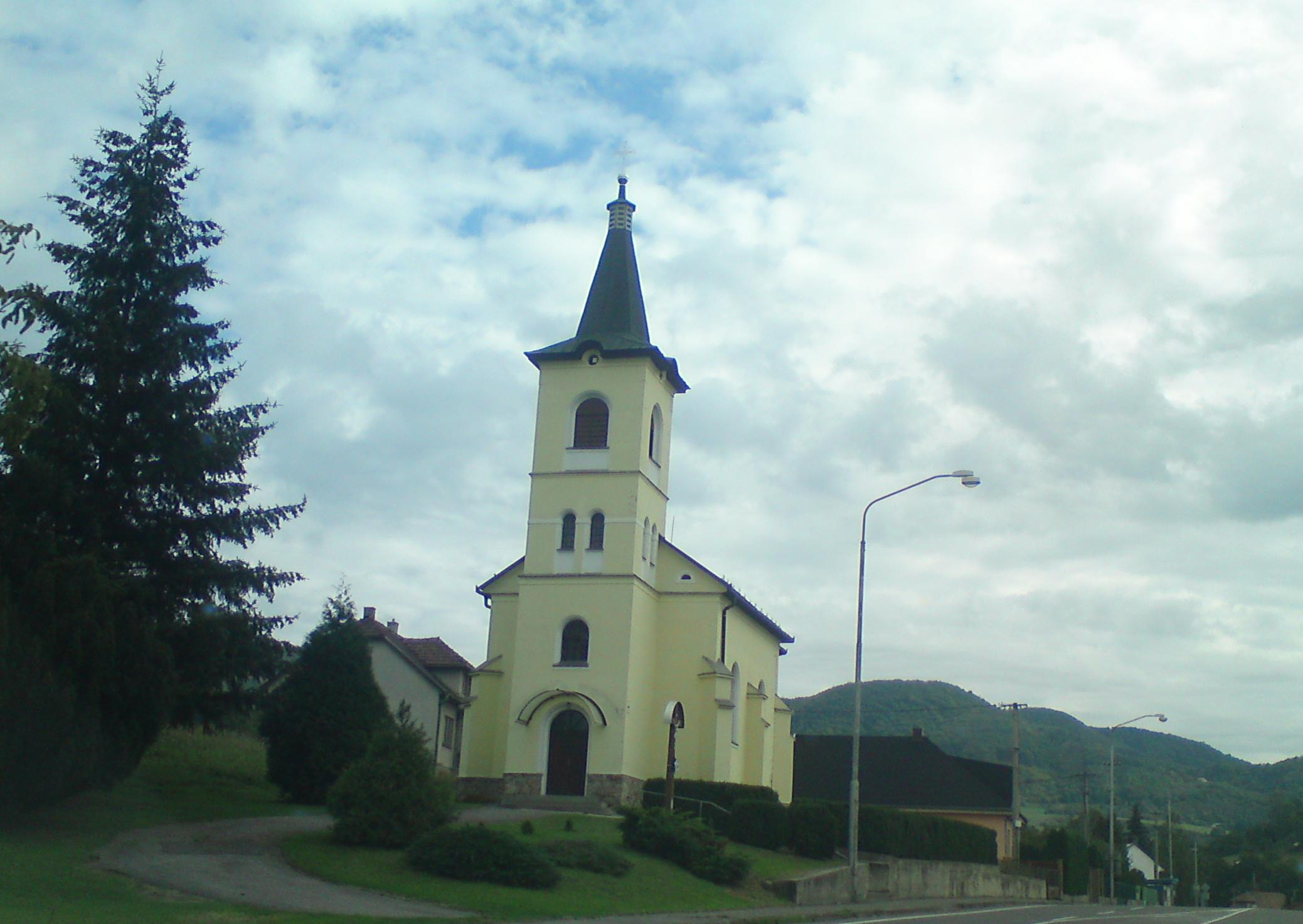
Kirche in Jalovec

Jalovec wurde zum ersten Mal 1430 als Alloc schriftlich erwähnt, entstand aber schon im 12. Jahrhundert. Anfang des 13. Jahrhunderts gehörte das Ortsgebiet zum Gut der Familie Dobak, ab 1244 zum Herrschaftsgebiet der Burg Weinitz, wobei die Einwohner unter anderem Besen an die Burg zu liefern hatten. 1553 besaß Jalovec drei Porta. Im 15. und 16. Jahrhundert arbeiteten mehrere durch das Geschlecht Pálffy gegründete Glashütten bei Jalovec. 1778 hatte die Ortschaft 203 Einwohner, 1828 zählte man 26 Häuser und 183 Einwohner, die als Hirten, Landwirte und Schindler beschäftigt waren.
Bis 1918 gehörte der im Komitat Neutra liegende Ort zum Königreich Ungarn und kam danach zur Tschechoslowakei beziehungsweise heute Slowakei.

## Bevölkerung
| Jahr                | 1994 | 2004    | 2014    | 2024    |
| ------------------- | ---- | ------- | ------- | ------- |
| Anzahl der Personen | 526  | 561     | 585     | 591     |
| Unterschied         |      | +6,65 % | +4,27 % | +1,02 % |

| Jahr                | 2023 | 2024    |
| ------------------- | ---- | ------- |
| Anzahl der Personen | 582  | 591     |
| Unterschied         |      | +1,54 % |

Nach der Volkszählung 2011 wohnten in Jalovec 589 Einwohner, davon 580 Slowaken und zwei Tschechen. Drei Einwohner gaben eine andere Ethnie an und vier Einwohner machten keine Angabe zur Ethnie.
368 Einwohner bekannten sich zur römisch-katholischen Kirche, sechs Einwohner zur griechisch-katholischen Kirche, jeweils vier Einwohner zur apostolischen Kirche, zur Evangelischen Kirche A. B. und zur reformierten Kirche sowie jeweils ein Einwohner zur Bahai-Religion, zu den christlichen Gemeinden und zur altkatholischen Kirche; 12 Einwohner bekannten sich zu einer anderen Konfession. 134 Einwohner waren konfessionslos und bei 53 Einwohnern wurde die Konfession nicht ermittelt.

## Bauwerke und Denkmäler
- römisch-katholische Herz-Jesu-Kirche im historisierenden Stil aus dem Jahr 1927